# Akko (állatnem)
Az Akko a csontos halak (Osteichthyes) főosztályának a sugarasúszójú halak (Actinopterygii) osztályába, ezen belül a sügéralakúak (Perciformes) rendjébe, a gébfélék (Gobiidae) családjába és a Gobiinae alcsaládjába tartozó nem.

## Tudnivalók
Megjelenésüket tekintve a nemet kisméretű tengeri halak (8-10 centiméter) alkotják. Élőhelyük Brazília, Panama és Salvador trópusi tenger öbleinek 7-20 méter mély aljzata.

## Rendszerezés
A nembe három fajt sorolnak az alábbiak szerint:
- Az Akko brevis (Günther, 1864) - Panama Csendes-óceáni partvidékének lakója.
- Az Akko dionaea Birdsong & Robins, 1995 - Atlanti-óceán Brazília közeli öblök lakója.
- Az Akko rossi Van Tassell & Baldwin, 2004 - Salvador Csendes-óceáni partvidékének lakója.[2]